# Ованнисян, Армен Левонович
Армен Левонович Ованнисян (арм. Արմեն Լևոնի Հովհաննիսյան; 30 июня 1994 — 20 января 2014, Нагорный Карабах) — военнослужащий Армии обороны непризнанной Нагорно-Карабахской Республики, младший сержант. Посмертно удостоен медали «За отвагу» (НКР) и медали «За заслуги перед Отечеством» 1-й степени (РА).

## Биография
Родился 30 июня 1994 года. Имел трёх сестёр. Семья живёт в административном районе Аван города Еревана. До призыва в армию учился в Государственном колледже культуры. Занимался скульптурой и работал на мебельной фабрике. После завершения службы собирался продолжить учёбу. Дядя по отцовский линии погиб в возрасте 18 лет, в честь кого и был назван Армен.

### Смерть
Согласно армянской стороне, в ночь с 19 на 20 января 2014 года, в период с 23:50 по 00:15 по местному времени, на северо-восточном (Мюлькедере/Джраберд) и юго-восточном (Корган) направлениях линии соприкосновения были зафиксированы попытки проникновения диверсионных групп ВС Азербайджана. Как передавало Министерство обороны НКР, «передовые подразделения ВС НКР засекли действия азербайджанских диверсионных групп. В обоих направлениях перейдя к организованной обороне и нанеся противнику ощутимые потери, армянские военнослужащие отбросили противника на исходные позиции. В результате перестрелки, отважно выполняя поставленную боевую задачу, на боевых позициях от огнестрельного ранения погиб младший сержант Армен Ованнисян»
Министерство обороны Азербайджана отвергло причастность к гибели Ованнисяна и заявило, что он погиб в результате внутренних конфликтов в армянской армии. В заявлении Министерства обороны говорится, что в ночь с 19 на 20 января на линии соприкосновения войск не было никаких инцидентов и уж тем более вооружённые силы Азербайджана не понесли никаких потерь.
20 января 2014 года президент НКР Бако Саакян подписал указ, согласно которому за мужество, проявленное при защите государственной границы НКР, младший сержант N-ской воинской части Армии обороны НКР Армен Ованнисян был посмертно награждён медалью «За отвагу». Для выяснения подробностей инцидента ведется следствие.
Похоронен на военном кладбище Ераблур рядом с героями Первой карабахской войны.